# Sulfanilamida
A sulfanilamida é uma sulfonamida antibacteriana. É uma molécula contendo o grupo funcional sulfonamida ligado a uma anilina. 
Na linguagem popular, é um antibiótico que atua no controle da reprodução das bactérias, acabando com as infecções. 

## História
A sulfanilamida foi uma das primeiras sulfonamidas empregadas no combate às infecções bacterianas. Sua história começou em 1908, quando foi sintetizada pela primeira vez, mas seu reconhecimento como agente antibacteriano só ocorreu em 1935, quando a equipe de Daniel Bovet, do Instituto Pasteur de Paris, descobriu que a sulfanilamida (4-aminobenzenosulfonamida) era ativa tanto in vitro quanto in vivo. 
O mecanismo de ação da sulfanilamida foi descoberto em 1940 por Donald Woods, pesquisador de Oxford. Ele descobriu que a sulfanilamida possuía estrutura muito semelhante ao ácido para-aminobenzóico (PABA) e, por isso, competia com o PABA pela enzima dihidropteroato sintetase, inibindo assim as reações enzimáticas necessárias para a produção do ácido dihidrofólico. Este último, é posteriormente usado para produzir outras moléculas, inclusive as bases purinas necessárias para construir o DNA bacteriano. A bactéria não consegue se multiplicar e crescer, logo, o sistema imune consegue acabar com a infecção. 
1937 - O Incidente de Massengill (Estados Unidos)
Em meados da década de 1930, a sulfanilamida era fabricada nos Estados Unidos pela empresa Massengil. Vendia-se na forma de comprimidos e como pó para injetáveis, mas a empresa queria fabricar um xarope, porque a maior parte dos consumidores eram crianças e o consumo do medicamento seria mais fácil do que fazê-lo na forma de comprimidos. 
Em 1937, o químico Harold Watkins, empregado da Massengil, descobriu que a sulfanilamida se dissolvia bem em dietilenoglicol, uma substância de sabor doce, usada como umectante industrial e anticongelante. Sem ser testada para a toxidade, já que naquela época não havia legislação obrigatória sobre isto, a mistura das substâncias levou à produção de um xarope, o Elixir de Sulfanilamida, com 10% de sulfanilamida e 72% de dietilenoglicol. O xarope acabou levando mais de cem (100) pessoas à morte quando se descobriu, meses depois, que o dietilenoglicol era uma substância tóxica. O caso levou à criação, em 1938, da Lei Federal de Alimentos, Medicamentos e Cosméticos dos Estados Unidos. 

## Conceito e classificação
Segundo o Ministério da Saúde, "a sulfanilamida têm estrutura similar à do ácido para-aminobenzóico. O grupo das sulfonamidas compreende seis drogas principais: sulfanilamida, sulfisoxazol, sulfacetamida, ácido para-aminobenzóico, sulfadiazina e sulfametoxazol, sendo as duas últimas de maior importância clínica." 

## Indicação de uso
Como um antibiótico sintético, funciona por inibir competitivamente (i.e., por atuar como um substrato análogo) as reações enzimáticas envolvendo ácido para-aminobenzóico (PABA). O PABA é necessário em reações enzimáticas que produzem ácido fólico, o qual atua como uma coenzima na síntese de substâncias como purina, pirimidina e outros aminoácidos. Inibido, ele impede a proliferação das bactérias, acabando com a infecção. 
É usada geralmente para tratar infecções estreptocócicas, tendo um acentuado efeito contra algumas bactérias.